# スルハンダリヤ州
座標: 北緯38度0分 東経67度30分 / 北緯38.000度 東経67.500度
スルハンダリヤ州（ウズベク語: Surxondaryo viloyati、ロシア語: Сурхандарьинская область）は、ウズベキスタンの地方行政区画。ウズベキスタン最南部に位置し、カシュカダリヤ州のほか、トルクメニスタン、タジキスタン、アフガニスタンに隣接する。

## 概要
スルハンダリヤ州は14の地区に分けられる。州都テルメズ（人口9.5万人）のほか、主要都市として、バイスン、デナウ、ジャルクルガン、クムクルガン、シャルグン、シェラバード、シュルチ、サリアシヤがある。
気候は典型的な大陸性気候である。主要な農業生産物は綿花、園芸植物、ワイン、サトウキビであり、養蚕や畜産も盛んである。
石油、天然ガスなどの天然資源を産出する。工業部門では、食品加工、建設資材採掘などが盛んである。
州内の鉄道の総延長は300km、舗装道路の総延長は2000kmに達する。テルメズ近郊のアムダリヤ川沿岸には、中央アジア唯一の河川港もある。

## 地方行政区画

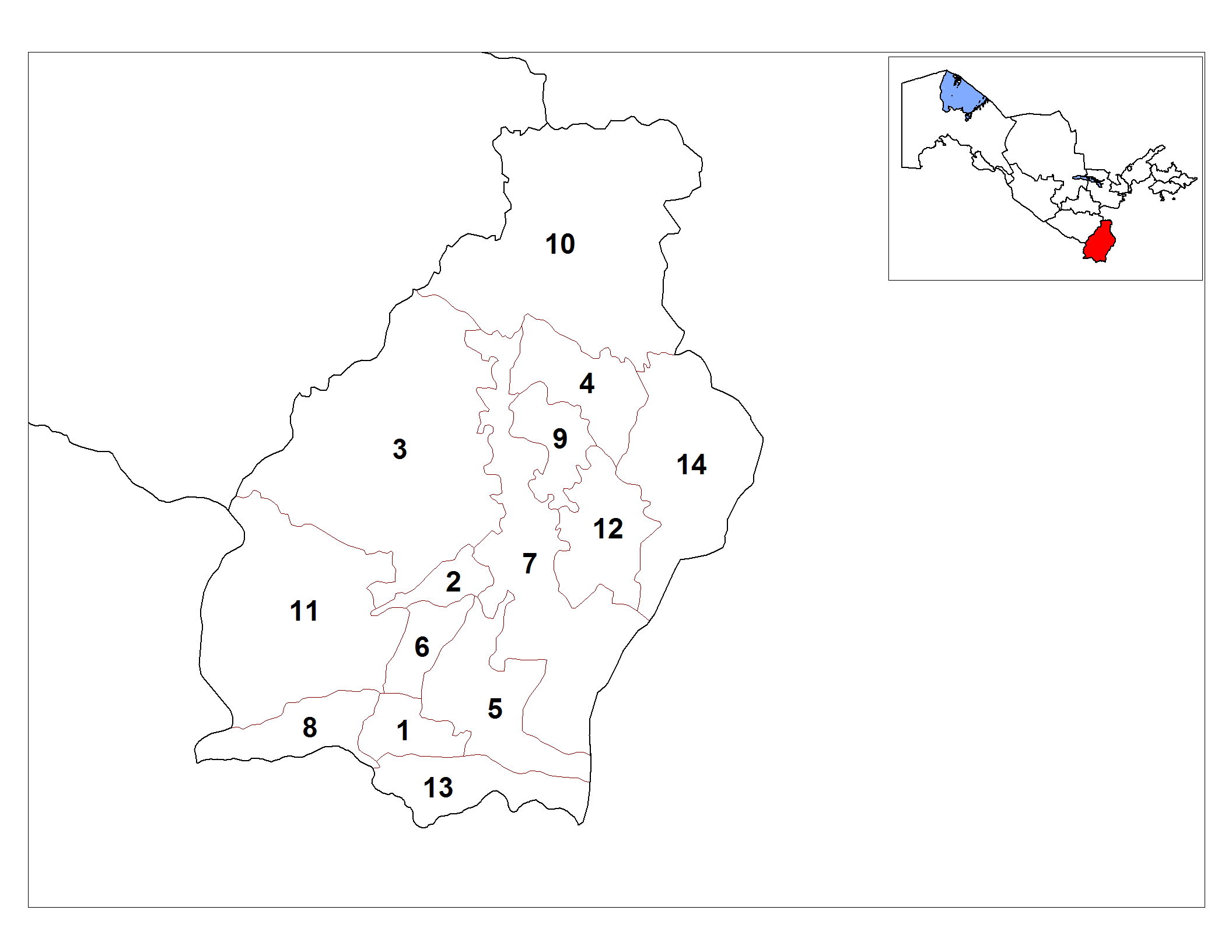
スルハンダリヤ州の地方行政区画

|    | 地区名             | ウズベク語表記 | 行政機関所在地 | ウズベク語表記 |
| -- | ------------------ | -------------- | -------------- | -------------- |
| 1  | アンゴル地区       | Angor          | アンゴル       | Angor          |
| 2  | バンディハン地区   | Bandixon       | バンディハン   | Bandixon       |
| 3  | バイスン地区       | Boysun         | バイスン       | Boysun         |
| 4  | デナウ地区         | Denov          | デナウ         | Denov          |
| 5  | ジャルクルガン地区 | Jarqoʻrgʻon    | ジャルクルガン | Jarqoʻrgʻon    |
| 6  | キジリク地区       | Qiziriq        | サリク         | Sariq          |
| 7  | クムクルガン地区   | Qumqo`rg`on    | クムクルガン   | Qumqo`rg`on    |
| 8  | ムズラバート地区   | Muzrabot       | ハルカバード   | Khalkobod      |
| 9  | アルティンサイ地区 | Oltinsoy       | カルルク       | Qarluq         |
| 10 | サリアシヤ地区     | Sariosiyo      | サリアシヤ     | Sariosiyo      |
| 11 | シェラバード地区   | Sherobod       | シェラバード   | Sherobod       |
| 12 | シュルチ地区       | Shoʻrchi       | シュルチ       | Shoʻrchi       |
| 13 | テルメズ地区       | Termiz         | テルメズ       | Termiz         |
| 14 | ウズン地区         | Uzun           | ウズン         | Uzun           |

## 主要都市
- テルメズ Termiz
- デナウ Denov
- ジャルクルガン Jarqoʻrgʻon
- シェラバード Sherobod
- バイスン Boysun
- シュルチ Shoʻrchi
- クムクルガン Qumqoʻrgʻon